# What to Expect When Bart's Expecting
What to Expect When Bart's Expecting é o décimo nono episódio da vigésima quinta temporada do seriado de animação de comédia de situação The Simpsons. O episódio foi exibido originalmente na noite de 27 de abril de 2014 pela FOX nos Estados Unidos.
O episódio não foi muito bem recebido pela crítica, bem como pelo público. Avaliaram o episódio como sendo "horrível e sem valor de assistir, talvez sendo um começo do fim para a série."

## Produção
O episódio, intitulado What to Expect When Bart's Expecting, foi escrito por John Frink. É sua primeira participação como argumentista desta temporada. Foi dirigido por Matthew Nastuk. Essa é a sua segunda participação como diretor desta temporada. As estrelas convidadas para o episódio são Joe Mantegna e Tavi Gevinson.
A couch gag do episódio foi dirigida por Michael Socha

## Enredo
Por não suportar a aula de arte, Bart cria um boneco vudu de sua professora. O feitiço faz com que ela engravide, tornando-se uma espécie de "salvadora" para casais que tentam engravidar em Springfield. Então, ela é sequestrada para ajuda a conceber um cavalo de corrida do tipo "puro-sangue".

## Recepção

### Crítica
Dennis Perkins, do The A.V. Club, deu ao episódio um B-, dizendo que "o episódio possui algumas boas linhas e um ator convidado confiável". Apesar disso, reitera que "os episódios atuais da série possuem um teto sobre o que pode ser feito, e esse teto é menor do que costumava ser." 
Tereza Lopez, do TV Fanatic, deu ao episódio duas estrelas e meia (de um máximo de 5), dizendo que "uma vez que o conflito central é exposto, os roteiristas procuram incluir algum ponto de toda essa loucura. Bart culpa Homer por seu mau comportamento, porque ele não é um bom modelo, referenciando suas façanhas mais recentes no Superhero pub crawl (um dos poucos momentos de verdadeira alegria neste episódio)."

### Audiência
Em sua exibição original, em 27 de abril de 2014, o episódio foi assistido por 3,45 milhões de telespectadores, e recebeu 1,6 ponto. Foi o segundo show mais assistido da FOX naquela noite, perdendo apenas para Family Guy, que obteve 4,02 milhões de telespectadores.